# Aylesford (Kent)
Pour les articles homonymes, voir Aylesford.
Aylesford (ou Ailsford) est un village et un civil parish du Kent (Royaume-Uni).
Situé sur la rivière Medway, il est célèbre pour la bataille éponyme où le saxon Hengist battit les Bretons en 455. Ce village comptait 4 548 habitants en 2001.
Aylesford Newsprint, un employeur important et établi de longue date dans la région, est le plus grand centre de recyclage de papier d'Europe, en vue de la fabrication de papier journal pour l'industrie des journaux.
En 1251, à Aylesford, la Vierge apparaît à Saint Simon Stock. Elle lui remet un scapulaire, lui promettant, pour lui et tous les carmes, que « celui qui mourra revêtu ainsi sera sauvé ». Simon Stock meurt en 1265 à Bordeaux en prononçant ces paroles que l'Église rajoutera à la salutation angélique (à la suite des mots prononcés par l'ange Gabriel et Sainte Élisabeth) : « Sainte Marie, Mère de Dieu, priez pour nous pauvres pêcheurs, maintenant et à l'heure de notre mort ».